# セント・クロア川

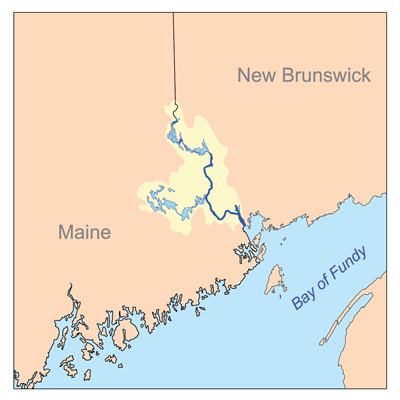
The St. Croix River watershed

セント・クロア川（セント・クロアがわ）は北アメリカの北東部にある川であり、延長は71マイル (114 km)あり、カナダのニューブランズウィック州とアメリカ合衆国のメイン州の間の国境の一部となっている。この川の源流はチプトネティクック湖であり、ニューブランズウィック州のセントスティーブンとメイン州のカレスの間を南乃至南東に流れる。この川はファンディ湾の中のPassamaquoddy Bayで終わる。